# Miracleman
Miracleman, originalmente conocido como Marvelman, es un superhéroe de cómics creado en 1954 por el guionista y dibujante Mick Anglo para la editorial L. Miller & Son. Inicialmente, pretendía ser un sustituto británico del personaje estadounidense Capitán Marvel. La serie se extendió hasta febrero del año 1963. Posteriormente el personaje fue revivido en 1982 en una serie oscura y deconstruccionista escrita por el guionista Alan Moore, con aportaciones posteriores de Neil Gaiman.
El personaje ha sido objeto de una serie de batallas legales, el más reciente litigio resultó en una compleja, prolongada y cara batalla por los derechos, que afectó directamente a Gaiman, Todd McFarlane y otros artistas que también reclamaban, al menos parcialmente, la autoría del personaje y los trabajos que le incluían. Estos conflictos por los derechos evitaron la reimpresión y distribución de muchas de las historias de Miracleman, lo que ha hecho que el trabajo, aclamado por las críticas, sea realmente difícil de encontrar.
Finalmente, Marvel Comics se hizo con los derechos del personaje en 2009.

## Los años Mick Anglo
En 1953, la empresa estadounidense Fawcett Comics, que era la editorial del Capitán Marvel, suspendió el título debido a la acción de la corte por demanda de la editorial de DC. Len Miller había estado publicando reediciones en blanco y negro de la serie, junto con otros títulos, en el Reino Unido, y en lugar de detenerse, le pidió ayuda al escritor Mick Anglo para continuar (o sustituir) el cómic, transformando al Capitán Marvel a Marvelman en el número 25 de la serie, colección que completó 346 publicaciones (# 25-370). Los nuevos títulos publicados fueron Marvelman, Young Marvelman y Marvelman Family. Marvelman y Young Marvelman.
Marvelman era muy similar al Capitán Marvel: un joven periodista llamado Micky Moran se encuentra con un astrofísico (en lugar de un mago) que le da sus superpoderes sobre la base de la energía atómica. Para transformarse en Marvelman, tiene que decir la palabra "Kimota" (fonéticamente, "atómik" al revés, en lugar de "Shazam"). En lugar de Capitán Marvel Jr. y Mary Marvel, Marvelman se unió a Dicky Dauntless, un mensajero adolescente que se hizo young Marvelman, y el joven Johnny Bates, quien se convirtió en Kid Marvelman, sus palabras mágicas eran "Marvelman".

## Los años de Alan Moore
En marzo de 1982, una nueva revista de historietas británica llamada Warrior fue lanzada. En la edición # 21 (agosto de 1984), se presentó una nueva versión, más oscura de Marvelman, escrita por Alan Moore, ilustrada por Garry Leach y Alan Davis, y con letras de Annie Parkhouse. El nombre "Marvel" era propiedad de Marvel Comics, que se opuso a su uso en el título de la serie. Los apuros legales de Warrior llevó al personaje a tener problemas legales por su nombre. 
Moore había estado fascinado por la idea de un adulto Michael Moran, y este fue el Moran presentado en el primer número: casado, plagado de migrañas, que tiene sueños de volar, y es incapaz de recordar una palabra (se señala más adelante) que tenía como significado en sus sueños. En la ejecución inicial de las historias de Marvelman, Moore toca muchos temas de su último trabajo, incluyendo al superhéroe como fuente de terror, el villano simpático, y la exploración de la mitología de un personaje de ficción establecida.
Moran trabaja como periodista freelance cuando se ve atrapado en un ataque terrorista en una planta de energía atómica de nueva construcción. Por casualidad ve la palabra "atomik" hacia atrás ("kimota") y recuerda la palabra "Kimota"; Marvelman renace y salva el día. Como Marvelman, Moran recuerda sus primeros años como un superhéroe, pero los cómics son la única prueba, y su esposa Liz encuentra sus recuerdos ridículos. Moran descubre que Johnny Bates ( Kid Marvelman ), no sólo también sobrevivió, sino que vivía con sus superpoderes intactos. Bates, sin embargo, fue corrompido por su poder y ahora es un sociópata. Después de una confrontación brutal, Kid Marvelman dice su palabra mágica ("Marvelman") por error y vuelve a su alter ego, el niño de 13 años de edad, Johnny Bates. El niño, inocente, pero consciente de la maldad que cometió como Kid Marvelman, retrocede mentalmente en estado de shock y se vuelve en un estado catatónico.
Con la ayuda del agente del Servicio Secreto británico Evelyn Cream, y después de una breve lucha con un nuevo superhéroe británico llamado Big Ben, Marvelman hace su camino al búnker militar secreto. Allí descubre los restos de una nave extraterrestre, y dos esqueletos no humanos fusionados. Marvelman ve un archivo que revela toda su experiencia como un superhéroe en realidad era una simulación, como parte de un proyecto de investigación militar, nombre en clave "Proyecto Zarathustra ", tratando de mejorar el cuerpo humano utilizando la tecnología alienígena. Moran y el resto de los sujetos se habían mantenido inconscientes, la mente era alimentada con historias y villanos arrancadas de libros de historietas, por temor a lo que podrían hacer si se despertaran. A medida que sus mentes luchaban contra los sueños forzados, los investigadores del proyecto iniciaron a temer de lo que pasaría si se despertaran. Como resultado, se decidió que el proyecto iba a ser terminado, lo mismo que Marvelman y sus dos compañeros: en una final aventura fueron enviados a una trampa con un dispositivo nuclear que estaba destinado a aniquilarlos. Moran sobrevivió, su memoria borrada, y Young Miracleman murió. Mientras tanto, se reveló que Liz ha concebido un hijo con Marvelman, que tiene el potencial de ser la primera nacida naturalmente sobrehumana en la Tierra.
La serie se detuvo (incompleta) en la edición # 21 de Warrior, justo después de que Moran se encuentra con su archienemigo el Dr. Gargunza (basado libremente en el Dr. Sivana ). En la "realidad" Gargunza fue el genio científico detrás del experimento que creó Marvelman. Gargunza, después de trabajar como un genetista para los nazis, había sido reclutado por los británicos después de la Segunda Guerra Mundial. Incapaz de seguir el ritmo de los EE. UU. y la Unión Soviética en su carrera armamentista nuclear, los británicos habían apoyado a Gargunza para utilizar la genética y así desarrollar una nueva super arma. Por coincidencia, una nave extraterrestre se estrelló en el Reino Unido en 1947 y Gargunza fue capaz de realizar la tecnología suficiente para crear los primeros Marvelmen. La tecnología alienígena, y por lo tanto el proyecto Marvelman, consistieron en dar a alguien un segundo cuerpo, que se guardó en un bolsillo extradimensional cuando no esté en uso, cuando se hablaba una palabra especial, los dos cuerpos cambian su lugar en el espacio, y la mente era transferida también. Después de la cancelación del proyecto, Gargunza escapó a América del Sur, donde desarrolló armas bio-tecnológicas, tales como "Marveldog". Se reveló que Gargunza tiene un propósito más profundo: después de la muerte de su madre, tiene un complejo de mortalidad, y se propone que el hijo de Marvelman actuará como anfitrión de su propia conciencia.

## Cambio de nombre de Miracleman
En agosto de 1985, Eclipse comenzó reimprimir las historias Marvelman de Warrior, de colores. Sin embargo, se cambió el nombre a Miracleman, debido a la presión de Marvel Comics. Eclipse comenzó a publicar todas las nuevas historias de miracleman de Moore y con un nuevo artista Chuck Beckum (también conocido como Chuck Austen), que pronto fue reemplazado por Rick Veitch y John Totleben.
El nuevo material Miracleman amplió el alcance de la historia y continuó construyendo en intensidad. La hija de Moran nació en el número 9 (que se convirtió en algo polémico debido a una gran escena gráfica de un nacimiento, sobre ilustraciones médicas), dos razas de alienígenas, uno llamado Warpsmiths, los otros llamados QYS (que estaban detrás del origenl, del intercambio de cuerpos) vinieron a la Tierra; Miraclewoman surgió, y algunos súper-humanos nativos revelaron estar viviendo en la Tierra, como Firedrake.
Fue con el regreso de Kid Miracleman en el número 15 ("Nemesis") que Moore escribió su más oscura historia. Ahora fuera de su catatonia, el pequeño muchacho, ha sido golpeado repetidamente por varios mayores en su hogar. Cuando uno de ellos va tan lejos como para violarlo, la desesperación de Johnny le lleva a transformarse en Kid Miracleman. Bates desata un holocausto vengativo, en un intento de atraer la atención de Miracleman para vengarse de él, sin saber que, Miraclewoman y sus aliados están en el espacio exterior.
El exceso de la masacre sangrienta de Kid Miracleman y la batalla que siguió con Miracleman y sus aliados tienen un grado de violencia no visto anteriormente en batallas de superhéroes. Representado una lluvia de manos y pies cortados, pieles colgadas en las líneas de ropa, cadáveres empalados en las manecillas del Big Ben, el Puente de la Torre en ruinas, montones de cabezas, cabezas en picas, los coches llenos de gente cayendo a la tierra, los niños mutilados gritando por las calles, y un sinnúmero de cadáveres.
Cuando Miracleman descubre lo que está sucediendo, el y sus aliados alienígenas desafían a Bates. Bates, sin embargo, ha tenido muchos años de experiencia en el uso de sus poderes a excepción de Miraclewoman. La batalla va mal, sin que ninguno de ellos sea capaz de derrotar a Bates. Sólo cuando uno de los Warpsmiths, Aza Chorn, se da cuenta de que no pueden ir a través del campo de fuerza personal de Bates, teletransporta algunos restos en el interior del campo de fuerza y el cuerpo de Kid Miracleman, ocasionando que Bates se vea obligado por el dolor a transformarse de nuevo a su forma mortal. Su furia se detuvo, pero Bates mata Aza Chorn como su último acto. No dispuesto a correr el riesgo de una nueva, Miracleman mata al niño Johnny Bates, sabiendo que es la única manera de estar seguro de que no volverá a suceder. El corazón de Londres, sin embargo, ha sido destruida, 40.000 personas han muerto, el Warpsmith Aza Chorn yace muerto, y ahora el mundo sabe que los dioses caminan entre ellos.
El último número de Moore, el número 16 ("Olympus") termina con una descripción inquietante de la apoteosis de Miracleman, mientras él y sus aliados sobrehumanos tienen a todo el planeta bajo su control total. Miracleman y sus compañeros, en comparación explícita a los dioses, ahora gobiernan el planeta como mejor les parezca, a pesar de que están en oposición grupos como una alianza de cristianos y musulmanes fundamentalistas. La "era de los milagros" es aparentemente benevolente, pero la conversación final entre Miracleman y Liz, Moore sugiere que Miracleman ha perdido su humanidad y que su utopía es en última instancia perjudicial para la humanidad. Este final contrasta con la simultáneamente concebida serie V de Vendetta, en la que el "héroe" destruye una sociedad distópica.
Esta etapa con guiones de Alan Moore fue publicada en España por Forum, que editó a principios de los años 90 parte del fondo editorial de Eclipse.

## Los años de Neil Gaiman
El escritor Neil Gaiman inició en el # 17 su colaboración con el artista Buckingham. Planeó tres libros, que consta de seis números cada uno, que se titularía "La Edad de Oro", "La Edad de Plata" y "La Edad Oscura".
La primera parte, "La Edad de Oro", muestra al mundo algunos años después: una utopía gradualmente transformada por las tecnologías extraterrestres y benignamente gobernado por Miracleman y otros parahumanos, aunque tiene dudas persistentes acerca de si él ha hecho lo correcto al tomar el control. El enfoque de Gaiman en "La Edad de Oro" es sobre la gente que vive en este nuevo mundo, incluyendo a un hombre solitario que se convierte en uno de los amantes de Miraclewoman, un ex espía y un robot duplicado de Andy Warhol.
Dos números de "La Edad de Plata" aparecieron, pero la edición # 24 fue el último en ver la impresión. El # 25 se completó, pero debido a la caída de Eclipse nunca vio la luz. Los # 23 y # 24 vieron la resurrección de Young Miracleman y describiría los inicios de problemas en el mundo de Miracleman, y en el # 25 se hubiera reintroducido a Kid Miracleman. Algunas páginas de la edición # 25 se pueden leer en varios sitios en línea y en el libro Kimota! de George Khoury. En "La Edad Oscura" habría visto el pleno retorno del personaje de Kid Miracleman y así se completaría la historia de una vez por todas.
La editorial Marvel anunció la publicación del número 25 para comienzos del 2017
Después de muchos retrasos Marvel publicó el 19 de octubre de 2022, el número 1 de "Miracleman by Gaiman & Buckingham: The Silver Age" que corresponde al número 23 de Miracleman pero con algunos cambios en el dibujo, se rehicieron algunas viñetas pero mantenía el guion original. El primer número inédito, el 3, se editó el 28 de diciembre de 2022 que correspondería con el 25 nunca publicado. Finalmente el séptimo y último número se ha publicado el 17 de enero de 2024, cerrando con este número La Edad de Plata.